# Ephraim Chambers
Ephraim Chambers, född omkring 1680 och död 15 maj 1740, var en brittisk författare och lexikograf.
Chambers utgav Cyclopædia, or an universal dictionary of arts and sciences (2 band 1728, flera senare upplagor). En fransk översättning av verket inspirerade Denis Diderot och Jean le Rond d'Alembert till deras Encyclopédie. Chambers medarbetade också med tidskriften The Literary Magazine.